# مقاطعة كلاريون (بنسلفانيا)
مقاطعة كلاريون (بالإنجليزية: Clarion County, Pennsylvania)‏ هي إحدى مقاطعات ولاية بنسلفانيا في الولايات المتحدة. بلغ عدد سكانها 39988 نسمة في عام 2010 حسب إحصاء مكتب تعداد الولايات المتحدة.

## أعلام
- جيل روب ويلسون

## وصلات خارجية
- www.co.clarion.pa.us